# Spelaeornis troglodytoides
Spelaeornis troglodytoides là một loài chim trong họ Timaliidae.